# Gignéville
Gignéville é uma comuna francesa na região administrativa do Grande Leste, no departamento de Vosges. Estende-se por uma área de 5.58 km². Em 2010 a comuna tinha 83 habitantes (densidade: 14,9 hab./km²).